# Nereis bioculata
Nereis bioculata är en ringmaskart som beskrevs av Hartmann-Schröder 1975. Nereis bioculata ingår i släktet Nereis och familjen Nereididae. Inga underarter finns listade i Catalogue of Life.